# Московский государственный музей С. А. Есенина
Моско́вский госуда́рственный музе́й Серге́я Есе́нина — музей, посвящённый жизни и творчеству поэта Сергея Есенина. Расположен в доме № 24 по Большому Строченовскому переулку, где поэт проживал и был прописан с 1911 по 1918 год. Здание сильно пострадало во время пожара 1992 году, однако было заново отстроено в 1994-м. Открытие музея состоялось в 1995-м в честь 100-летия со дня рождения поэта.

## История

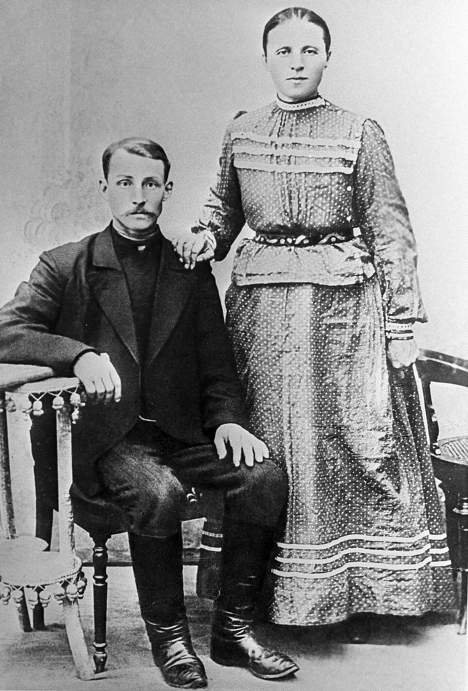
Александр Никитич и Татьяна Фёдоровна — отец и мать поэта Сергея Есенина, 1905 год

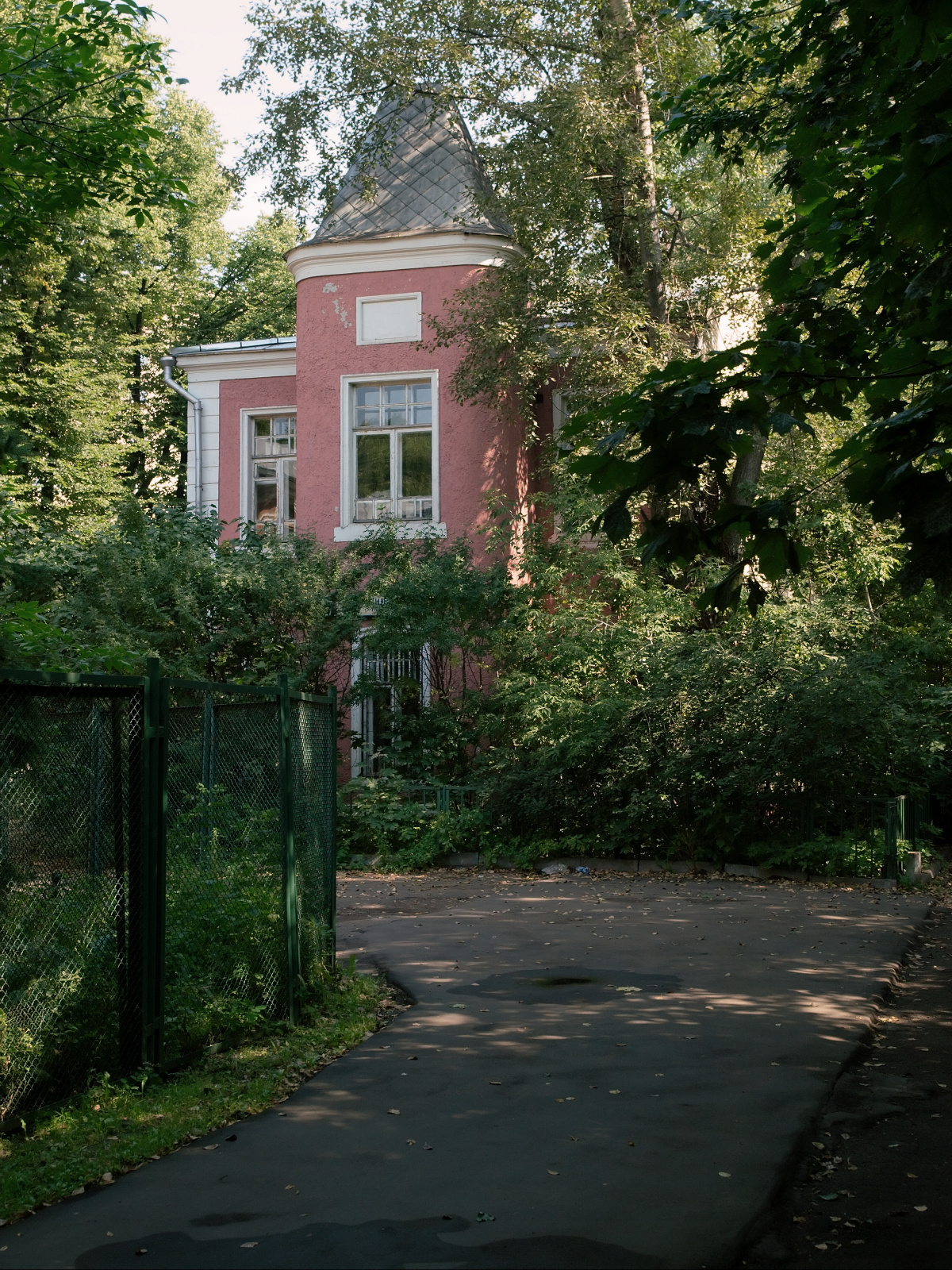
Филиал музея в переулке Чернышевского

Дом был возведён в 1891 году по проекту архитектора М. Медведева как купеческое общежитие для приказчиков, конторщиков и мастеровых. Отец поэта Александр Есенин занимал три комнаты квартиры № 6, расположенной на первом этаже. Сергей Есенин переехал в Москву в 1911 году, когда отец устроил его на работу в мясную лавку в качестве помощника. Проработав в магазине год, поэт перешёл на работу в типографию Ивана Сытина и покинув квартиру отца.
Был болен, и с отцом шла неприятность. Теперь решено. Я один... Ну что ж! Я отвоевал свою свободу. Теперь на квартиру к нему хожу редко. Он мне сказал, что у них мне нечего делать.Сергей Есенин
В 1992 году в доме произошёл пожар, полностью уничтоживший деревянную постройку. Через два года московские власти приняли решение построить новое здание — точную копию сгоревшего дома. Строительство завершилось к концу 1994 года. В восстановленном доме было решено создать музей творчества Есенина. В основу экспозиции легла выставка, организованная к 100-летию со дня рождения поэта в 1995 году поклонниками творчества поэта. Его обустройством на общественных началах занимались племянница Светлана Есенина, художник Авет Тавризов и филолог Светлана Шетракова. В 1996-м музей получил официальный статус, а Шетракова была назначена первым директором.
В 2010 году под управление музея вошло здание № 4 в переулке Чернышевского, также связанное с проживанием Есенина в Москве. В помещениях проходили заседания Суриковского литературно-музыкального кружка, с которым поэт активно сотрудничал с 1912 года. Дом был построен в 1905 году по проекту архитектора Максима Геппенера на территории усадьбы ботаника Карла Мейера. В 2017 году музей объединился с Театром Поэтов под руководством Владиславом Маленко для организации в здании «Есенин-центра» — выставочного и концертно-театрального пространства, в котором также планируется создание поэтической лаборатории.
В 2014 году по адресу Клязьминская улица, 21 был открыт второй филиал, в котором было организовано дополнительное выставочное пространство.
В ноябре 2018 года дом в Большом Строченовском переулке полностью перешёл в пользование музея.
В 2019 году новым художественным руководителем был назначен поэт Владислав Маленко. Также стало известно о планах музея по созданию первого в России «квартала поэтов», который будет располагаться рядом с «Есенин-центром» в переулке Чернышевского.

## Экспозиция и проекты
Экспозиционное пространство Мемориального дома в Б.Строченовском пер., д. 24, стр. 2 занимает первый этаж дома (70 м²) и разделено на два зала, оборудованных экранами, которые транслируют видеохронику жизни поэта. Дизайнерской работой по оформлению экспозиции занимался архитектор Авет Тавризов — кавалер ордена «За заслуги перед Отечеством».
В первом зале расположена реконструкция жилой комнаты Сергея Есенина. Многие личные вещи поэта были утеряны на протяжении XX века, поэтому организаторы составили экспозицию из аутентичных началу XX века предметов: кровати, стола, буфета, самовара, сундука. Единственными вещами, принадлежащими поэту, являются икона Казанской Божьей матери, переданной в дар музею Светланой Есениной, и часы, подаренные Есенину купцом Н. В. Крыловым.
Во втором зале проводятся музыкальные концерты и поэтические встречи. В книжных шкафах хранится библиотека поэта с сочинениями Гавриила Державина, Семёна Надсона, Виссариона Белинского, Василия Чешихина (псевдоним — Ч. Ветринский), а также Ивана Никитина.
В вестибюле музея находится экспозиция цветов и часть забора из села Константиново — родины поэта. В зале также выставляются атрибуты чайной церемонии: старинный буфет, обеденный стол, табурет, стул, самовар, чайники, сахарница, а также предметы столового сервиза. В одной из витрин представлена пивная бутылка конца XIX века.
29 сентября 2020 года на территории музея состоялось открытие памятника Есенину к его 125-летию. Автор скульптуры Григорий Потоцкий присвоил композиции двойное название: «Реквием по Есенину» или «Ангел русской поэзии». Памятник вызвал неоднозначную, негативную реакцию и впоследствии администрация музея заявила, что это не памятник, а «временная экспозиция», которая будет экспонироваться до 1 ноября.
Деятельность
С 2008 года Московский государственный музей Сергея Есенина совместно с консульством РФ в Индии (штат Кералы) учредил ежегодную Премию имени Есенина, которая вручается индийским гражданам за вклад в популяризацию русской литературы. С марта по декабрь 2011 года на территории музея проходил фестиваль «Капитан Земли», посвящённый 50-летнему юбилею со дня полёта Юрия Гагарина. Фестиваль был организован совместно с российскими и зарубежными организациями при поддержке Роскосмоса и НАСА.
В марте — апреле 2013 в музее прошёл ряд встреч «Мир — единая семья», организованных в честь сотрудничества России и Германии, с экспонированием специально подготовленной к этому событию передвижной выставочной экспозиции «„Поэты все единой крови…“ (Сергей Есенин и Генрих Гейне. Творческие взаимосвязи)» в России и многих городах Германии. Презентация выставки прошла на VI Ассамблее Фонда «Русский мир» (Колонный зал Дома Союзов, Москва). Другой проект 2013 года — «Дай, Джим, на счастье лапу мне…» — был посвящён защите бездомных животных. Основной целью мероприятия является пропаганда для детей и юношества творческого наследия Сергея Есенина, отражающего отношение поэта к «братьям нашим меньшим».
К 120-летию со дня рождения поэта в 2015-м был организован литературный конкурс «Есенин: взгляд из будущего». В нём приняли участие как школьники, так и исследователи наследия поэта. А в 2018 году запущен проект литературной мастерской «Есенин-центра» — цикл лекций, проводимый культурологом Максимом Лаврентьевым, где также помогают посетителям в писательских начинаниях.